# Георгієвське (Бурятія)
Георгієвське (рос. Георгиевское) — село Хоринського району, Бурятії Росії. Входить до складу Сільського поселення Ашангінське.
Населення — 579 осіб (2015 рік).
Село засноване 1935 року.